# Holcoglossum flavescens
Holcoglossum flavescens är en orkidéart som först beskrevs av Rudolf Schlechter, och fick sitt nu gällande namn av Zhan Huo Tsi. Holcoglossum flavescens ingår i släktet Holcoglossum och familjen orkidéer. Inga underarter finns listade i Catalogue of Life.